# Southern Daily Echo
Le Southern Daily Echo, plus connu sous le nom de Daily Echo ou simplement The Echo, est un journal au format tabloïd régional basé à Southampton, couvrant le comté de Hampshire au Royaume-Uni. Le journal appartient à Newsquest, l'un des plus grands éditeurs de journaux locaux du pays, lui-même propriété de Gannett. Il a commencé à paraître en août 1888 et un site web existe depuis 1998.